# Match des champions 2008
Il Match des champions 2008 è la 4ª edizione del Match des champions.
Si è disputato il 3 ottobre 2008 tra i seguenti due club:
- Nancy, campione di Francia 2007-08
- ASVEL, vincitore della Coppa di Francia 2007-08

## Finale
| Arbitri: | Viator Karaquillo Greva |

| |            | |
| Cox, Samnick 15 | Punti      | 20 Traoré |
| R. Greer 6 | Assist     | 8 Jeanneau |
| Samnick 11 | Rimbalzi   | 13 Traoré |
| 4 Cox• 5 Morandais• 6 Wilson• 12 Benson• 14 R. Greer 7 Julian• 8 J. Greer• 10 Tchicamboud• 11 Aboubakar Zaki• 13 Samnick• 16 Jacques | Formazioni | 6 Reynolds• 7 Foirest• 10 Dewar• 12 Traoré• 13 Campbell 8 Troutman• 9 Jeanneau• 11 Eito• 15 Joss-Rauze• 18 Da Silveira• 20 Lacombe• 21 Fofana |
| Jean-Luc Monschau | Allenatori | Vincent Collet |